# Kaarlo Leppänen
Kaarlo Kalevi Leppänen, född 15 februari 1929 i Kuopio, död 1 oktober 2005 i Helsingfors, var en finländsk arkitekt. 
Leppänen utexaminerades från Tekniska högskolan i Helsingfors 1954, praktiserade hos Niilo och Auli Pulkka 1954–1956 och hos Alvar Aalto 1956–1975, men bedrev samtidigt privatpraktik. Genom sin seger 1978 i arkitekttävlingen om shoppingcentret Forum i Helsingfors, som byggdes 1985, nådde han en aktad ställning som en av Aaltos mantelbärare. Av hans andra större projekt kan nämnas Valkeakoski kulturcentrum (1970) och Helsingfors stadsbibliotek i Böle (1986).